# 圣蛛
《聖蛛》（波斯語：‎）是2022年上映的犯罪惊悚片，由丹麥、德國、瑞典、法國四國合拍，伊朗導演阿里·阿巴西執導。該片以連環殺手賽義德·哈奈於2000年至2001年間在伊朗馬什哈德殺害16名性工作者的案件為藍本，講述一名女記者調查案件的故事。影片入選第75屆坎城影展正式競賽單元，並於2022年5月22日全球首映。最終扎拉·阿米爾·阿布拉希米憑藉本片獲得坎城影展最佳女演員獎，促使伊朗當局向法國政府表達“嚴正抗議”。
影片代表丹麥角逐第95屆奥斯卡金像獎最佳國際影片獎。

## 演员
- 迈赫迪·巴杰斯坦尼（英语：Mehdi Bajestani） 饰 赛义德（Saeed）
- 扎拉·阿米尔·阿布拉希米 饰 拉希米（Rahimi）
- Arash Ashtiani 饰 Sharifi
- Forouzan Jamshidnejad 饰 Fatima
- Alice Rahimi 饰 Somayeh
- Sina Parvaneh 饰 Rostami
- Sara Fazilat 饰 Zinab
- Firouz Agheli 饰 Haji
- Nima Akbarpour 饰 法官
- Mesbah Taleb 饰 Ali

## 制作
案件发生的时候，导演阿巴西还在德黑兰读书。当时阿巴西对保守派称赞赛义德是英雄感到困惑，也明白警方为什么花这么长时间抓他。后来阿巴西看到赛义德在马齐尔·巴哈里的纪录片《一切要从一只蜘蛛说起》（2002年）中受访，开始构思电影的剧本。阿巴西说：“很奇怪，我对这个人产生了莫名的同情。我觉得他杀人寻欢、性欲扭曲等方面有精神病的因素，但也存在一种莫名的无辜感。这部电影更着重展现社会如何塑造一位连环杀手。”剧本初稿较为忠实于案件，但阿巴西最终决定逃脱出案件本身，加入女记者的角色，认为影片不应该只着重于案件本身，而应该展现厌女情绪。阿巴西说：“我不打算拍一个连环杀手的电影，我希望这部电影展现连环杀手身处的社会环境。这部电影讲的是根植于伊朗社会的厌女情绪，这种现象不单单是宗教政治上的议题，还是文化上的议题。我们是想与其再拍一部电影介绍男子可以用不同方式残杀、肢解女性，不如强调问题的复杂性，以及各方的利害关系，特别是受害者一方。”
电影于2016年正式投入开发，2018年电影《邊境奇譚》大卖后进一步加速。剧组原计划在伊朗拍摄，结果在2019年打消计划，改在2020年初到约旦取景。后来碰上2019冠状病毒病疫情，剧组移师到防疫措施较为宽松的土耳其拍摄，但被当局阻止，阿巴西觉得是伊朗政府在干涉。剧组最终回到约旦，于2021年5月完成拍摄，耗时35天。
阿巴西说巴杰斯塔尼冒着巨大风险来扮演杀手。扎拉最初以选角导演身份加入，后来扮演记者的演员退出，由扎拉顶上。

## 发行
2022年5月，乌托邦电影发行宣布购入影片的北美发行权。MUBI买下英国、爱尔兰、拉美地区及马来西亚发行权。

## 评价
汇总媒体烂番茄根据75条评论打出84%的新鲜度，平均得分7.5/10。网站共识写道：“《圣蛛》放弃了微妙的笔触，而是用令人极为愤怒的戏剧化手法展现骇人听闻的真实事件。”Metacritic根据22条评论打出加权平均分68/100，表示“普遍好评”。
2022年5月29日，伊朗文化和伊斯兰指导部电影局发表声明，批评戛纳电影节向影片女主角扎拉·阿米尔·阿布拉希米颁发最佳女演员奖，认为有关行为“极具侮辱性，带有政治动机”。声明将影片比作《撒旦诗篇》，称其“玷污了数百万穆斯林及全球大量什叶派的信仰”。文化和伊斯兰指导部部长穆罕默德·迈赫迪·埃斯梅利表示已“通过外交部向法国政府表示抗议”，并警告参与拍摄伊朗人会受到伊朗电影局的惩罚。
同样就事件拍摄2020年伊朗电影《杀手蜘蛛》的导演易卜拉欣·伊拉扎德指控阿巴西抄袭他的作品，同时规避伊朗审查制度，确保电影制作进程加快。易卜拉欣表示阿巴西如果像自己那样得到伊朗政府批准，也可以在伊朗拍《圣蛛》。

### 奖项
| 大奖           | 颁奖日期      | 奖项         | 获奖者                 | 结果 | 参考资料 |
| -------------- | ------------- | ------------ | ---------------------- | ---- | -------- |
| 戛纳电影节     | 2022年5月28日 | 金棕榈奖     | 阿里·阿巴西            | 提名 | [ 18 ]   |
| 戛纳电影节     | 2022年5月28日 | 最佳女演员奖 | 扎拉·阿米尔·阿布拉希米 | 獲獎 | [ 18 ]   |
| 耶路撒冷电影节 | 2022年7月31日 | 最佳国际影片 | 《圣蛛》               | 提名 | [ 19 ]   |
| 奇幻电影节     | 2022年9月27日 | 最佳导演     | 阿里·阿巴西            | 獲獎 | [ 20 ]   |